# Здраве
Здравето е ниво на функционалност при живите организми. То е състояние – хомеостаза, при което организмът е уравновесен, т.е. постъпващите и произведените енергия и маса са приблизително едни и същи, налице е метаболитна ефективност.
При хората, това е общо състояние на ума, тялото и духа, при което няма болест, нараняване или болка. СЗО дава по-широка дефиниция: „Състояние на пълно физическо, психическо и социално благополучие, а не просто отсъствие на болест или недъг.“  (виж още Степени на здравето)
Поддържането и повишаването на здравето се постига чрез различна комбинация от физическо, умствено и социално благосъстояние и благоденствие, които заедно понякога са наричани „триъгълник на здравето“ . Терминът „здрав“ е още широко приложим в контекст, като здравословна общност, здравословен град или здравословна околна среда.

## Определение
Здравето на един организъм се свързва със състоянието на структурата, метаболизма и функциите на отделните органи и на целия организъм. Предполага се, че при здрав организъм липсват отклонения от нормалните параметри на тези показатели. Ето защо, често понятието здраве се отъждествява с термина „норма“. Същността на нормата се изразява във факта, че всички процеси в организма и различните форми на контакт с външната среда, са обусловени от тенденцията към съхранение и продължение на живота. Нормата от своя страна има две значения:
- Приложно значение на нормата. Включва средните стойности от измерването на даден показател при голям брой здрави организми. Представлява статистическа норма, която отразява типичното и най-разпространеното измерване на дадения показател. Независимо от широката популярност на нивото на този показател, в значителна степен могат да се заличат индивидуалните особености. По този начин невинаги може да се разкрие същността на изследвания процес и неговите вътрешни връзки, които обуславят богатството на материалната организация на организма. Тези недостатъци на статистическата норма ограничават и реализацията на девиза „Да се лекува не болестта, а болния индивид“.
- Методологично значение на нормата. Включва както количествени критерии за оценка на нормата, така и качествена оценка на взаимодействието между отделните параметри. Основната цел е да се изясни съответствието на тяхното общо състояние по отношение на конкретните условия на средата.

Поради гореизложените значения е възприето схващането, че нормата при живите организми е „функционален оптимум“. Това означава протичането на всички процеси в живата система при максимално възможно съгласуване, сигурност, икономичност и ефективност. Оптималното състояние е най-доброто от реално възможните еднородни състояния, което най-пълно съответства на конкретните условия и на задачите за функциониране на системите при тези условия. Понятието „норма“ представлява мерната характеристика на взаимодействието между организма и средата. Определя динамичното самосъхранение при различни условия на съществуване и има за основа закрепени от генотипа и проявяващи се чрез фенотипа форми на реакция и организация на реагиращия субстрат.
Нормата не е неизменна и не е лишена от противоречия. Представлява диалектическо единство на устойчивост и променливост. Съществени параметри на жизнена дейност могат да варират в рамките на нормата и същевременно да получават оптимални значения по отношение на съответните условия на средата. Вариациите представляват възможност за по-добро приспособяване към средата. В определени случаи обаче могат да излязат от границите на оптималното състояние, при което възниква ново качество – патологичен процес.
Границите на променливостта и устойчивостта на живите организми, в които запазват своята качествена определеност, могат да бъдат доста условни. Тази условност в някои случаи може да заличи границата между здраве и болест. За условност може да се приеме квалифицирането на определени частни свойства, признаци или параметри, които могат да бъдат нормални при едни обстоятелства и ненормални при други. СЗО дава следното определение за норма: физическо, духовно и социално благополучие. Няма ли една от тези съставки, човек е болен.

## Фактори на здравето
По-специфични ключови фактори, които могат да повлияят на това дали хората са здрави, или в нездраво състояние, включват:
- Доход и социален статус
- Мрежа за социална подкрепа
- Образование и грамотност
- Условия на работа
- Социална среда
- Физическа среда
- Лични практики за здраве и способности за справяне
- Здравословно развитие в детството
- Биология и генетика
- Услуги по здравеопазване
- Култура

Други три независими фактора, които имат значение за индивидуалното здраве, са:
- Начин на живот
- Заобикаляща среда
- Биомедицински – генетични и семейни фактори

На здравето също влияят храненето и хранителните навици и спортуването или ежедневната физическа активност.
Здравето се влошава от:
- нездравословен / небалансиран и заседнал начин на живот
- пушене, употреба на алкохол, стимуланти и наркотици
- стрес
- болести
- липса на лична хигиена и замърсяване
- стареене

Медицината позволява да се излекуват повечето болести, но съществена е също и превенцията, както и ранното лечение на заболяванията. Алтернативната медицина, например акупунктура, също се справя с редица заболявания.

## Поддържане на здравето
Постигането и поддържането на здравето е продължаващ, непрекъснат процес, който се повлиява от еволюцията на знанието, грижата за здравето, личните усилия и лекарската помощ.

### Роля на науката за здравето
Науката за здравето е клон на науката, фокусиран върху здравето. Има два подхода в здравната наука: изучаването и изследването на тялото и свързаните със здравето въпроси, което да доведе до разбирането как хората (и животните) функционират; и в същото време приложението на това знание за подобряване на здравето и превенцията, както и лечението на заболявания, на физически или свързани с ума и емоциите проблеми.

### Роля на общественото здраве
Основна статия: Обществено здраве
Публичното здраве (предишен термин народно здраве) се описва от Уинслоу като „наука и изкуство на предотвратяване на заболяванията, удължаване продължителността на живота и подпомагане на здравето, чрез организирани усилия и информиран избор на обществото, организациите, нацията и отделния човек, на общностите и индивидите.“  Това е наука, която се занимава и изследва заплахите към общото здраве на обществото и общността, базирано на анализ на популационното здраве.

### Поддържане и грижа за личното здраве
Основна статия: Грижа за себе си
Личното здраве зависи и от личните действия за поддържане на здравето, като поддържане на хигиена – къпане, миене на ръцете, миене на зъбите с четка, съхранение на продуктите за хранене и много други.

## Мероприятия и системи, подпомагащи здравето
- Акупунктура
- Добро хранене
- Йога
- Почивка
- Психоанализа
- Психотерапия
- Рейки
- Спорт
- Религия
- Фън Шуй
- Чи Гун